# نینوئه
نینوئه (به اسپانیایی: Ninhue) یک شهرستان در شیلی است که در استان نوبل واقع شده‌است. نینوئه ۴۰۱٫۲ کیلومتر مربع مساحت و ۵٬۲۶۸ نفر جمعیت دارد و ۸۶ متر بالاتر از سطح دریا واقع شده‌است.